# Bruno Schweizer
Bruno Schweizer (Diessen, 3 maggio 1897 – 11 novembre 1958) è stato un linguista tedesco, attivo nella società Ahnenerbe per ricerche riguardanti la storia antropologica e culturale della razza germanica e fu particolarmente dedito alla ricerca sulla lingua cimbra.

## Biografia
Bruno Schweizer nacque da una famiglia di artigiani e commercianti. Dal 1907 al 1915 si trasferì a Landshut sull'Isar dove frequentò il liceo classico. Dopo l'iscrizione alla Facoltà di Giurisprudenza e Scienze Politiche di Monaco di Baviera, nel 1917, venne chiamato alle armi e destinato come radiotelegrafista in terra araba, dove per la prima volta venne a contatto con una lingua e una cultura per lui nuove.
Al suo ritorno in patria, si dedicò allo studio della linguistica, si iscrisse alle Università di Monaco, Friburgo e Innsbruck. Conobbe il professor Josef Schatz, fondatore della moderna dialettologia tedesca, con il quale mantenne ottimi rapporti per tutta la vita. Si laureò in Germanistica con la tesi dal titolo Consonantismo della zona Lech-Isar, lavoro che gli assicurò visibilità nel mondo della linguistica tedesca. Infatti il professor Ferdinand Wrede, allora direttore del Deutscher Sprachatlas Institut lo invitò a Marburgo, dove lo Schweizer svolse l'attività di assistente universitario dal 1927 al 1931.
È durante questo periodo che lo Schweizer affina i suoi metodi di ricerca scientifica e si confronta con numerosi studiosi dell'epoca. L'orientamento linguistico di Bruno Schweizer fu quello classico dei filologi delle lingue germaniche, impegnato quindi, sia sul piano professionale che personale, a trasporre il mondo germanico-nordico nei suoi studi linguistici e nella sua vita con il fine di conservare i caratteri più a antichi della lingua, nel suo caso specifico del dialetto bavarese del Lechrain. In quest'ottica intraprese vari viaggi in Islanda, durante gli anni trenta e quaranta, per apprendere la lingua islandese.
Nel 1931 tornò a Monaco come assistente presso il Südost-Institut, posizione che perse per motivi politici, essendo egli critico nei confronti del regime nazionalsocialista. Continuò quindi i suoi studi indipendentemente, autofinanziandosi con conferenze pubbliche e radiofoniche. Durante quel periodo, lo Schweizer compie i suoi primi viaggi nel Sud Tirolo e giù fino alle enclavi cimbre del Veneto, dove lavora alla raccolta di dati, con lo scopo di stilare un atlante dei dialetti bavaresi. Decise poi di dedicarsi specificatamente al cimbro, con il fine di redigere una grammatica della lingua, da presentare a Monaco per l'abilitazione. Quando al suo ritorno sottopose il suo lavoro, dal titolo Zimbriche Sprachreste (Resti di lingua cimbra), pubblicato nel 1939, al Decano della Facoltà di Filosofia, appunto per richiedere l'abilitazione, questi ne rimase entusiasta e propose quindi allo Schweizer un posto nella Research Post for German Studies a Detmold.
Allo scoppio della seconda guerra mondiale prestò servizio come radiotelegrafista, dal settembre 1939 al settembre 1940, ed in seguito, vista la sua esperienza come linguista, venne scelto per far parte della Kulturkomission della Ahnenerbe Forschungs und Lehrgemeinschaft (Società di ricerca ed insegnamento dell'eredità ancestrale), meglio conosciuta semplicemente come Ahnenerbe. L'Ahnenerbe è una società fondata da Heinrich Himmler, Hermann Wirth e Walter Darré il 1º luglio 1935. Fu originariamente votata alle ricerche riguardanti la storia antropologica e culturale della razza germanica. Nel 1939, la società venne ristrutturata da Himmler che stabilì anche i compiti che l'associazione avrebbe dovuto svolgere: compiere ricerche nel campo della storia antica, studiando i fatti da un punto di vista scientifico, in maniera oggettiva e senza falsificazioni. Dovendo necessariamente coprire un ruolo istituzionale militare, allo Schweizer venne riconosciuto il grado di Unabkömmlich, cioè indispensabile, che mantenne per tutta la durata del conflitto. Al contrario della quasi totalità dei suoi colleghi, Bruno Schweizer non era quindi né membro del partito, né membro delle SS.
Venne inviato nel Sud Tirolo con l'incarico di redigere una geografia dei dialetti tirolesi ma, a causa di divergenze con i colleghi, decise di dedicarsi esclusivamente allo studio della minoranza linguistica cimbra, il 29 agosto 1941 scrive infatti un rapporto intitolato Bericht über Ergebnisse der Zimbernforschung (Rapporto sui risultati della ricerca sul cimbro). Risale al 1948 la pubblicazione dello studio Der Herkunft der Zimbern (L'origine dei cimbri).
Ad oggi, Bruno Schweizer rimane lo studioso che più ha scritto, documentato, raccolto e analizzato in ambito cimbro; la maggior parte del suo lavoro rimane tuttora inedita, ed è conservata presso l'archivio del Forschungsinstitut für deutsche sprache (Istituto di Ricerca per la Lingua Tedesca) di Marburgo. Tra i numerosi manoscritti troviamo: Un Zimbriches Wörterbuch (Dizionario cimbro) in più volumi; un manoscritto di 845 pagine, suddiviso in 5 volumi, dal titolo Gesamtgrammatik des Zimbrichen (Grammatica generale del cimbro): ogni volume è dedicato ad un differente aspetto della lingua cimbra: Volume I – Le vocali; Volume II – Le consonanti; Volume III – La morfologia; Volume IV – La formazione delle parole; Volume V – La sintassi. È inoltre presente una collezione manoscritta, anch'essa inedita, di racconti e canti di oltre mille pagine intitolata Zimbriche Volkskunde (Folclore cimbro). Tra i manoscritti inediti ivi conservati, a cura della 'Federazione Cimbri 7 Comuni' è stato di recente tradotto e pubblicato il 'Wörterbuch des jetz ausgestorbenen zimbrischen Dialektes von Foza in den Sieben Gemeinden (Vocabolario del dialetto cimbro, ora estinto, di Foza, nei Sette Comuni Vicentini).
Recentemente la casa editrice tedesca Steiner ha pubblicato il volume "Zimbrische Gesamtgrammatik. Vergleichende Darstellung der zimbrischen Dialekte" curato dal professore statunitense James Dow dell'Università dell'Iowa dopo aver consultato due manoscritti dello Schweizer conservati all'Università di Marburgo.

## Opere
- Bruno Schweizer: Zimbrische Gesamtgrammatik. Vergleichende Darstellung der zimbrischen Dialekte. Herausgegeben von James R. Dow. Franz Steiner Verlag, Stuttgart 2008. ISBN 978-3-515-09053-7
- Bruno Schweizer: Zimbrischer und fersentalerischer Sprachatlas = Atlante linguistico cimbro e mòcheno. Herausgegeben und kommentiert von = edizione curata e commentata da Stefan Rabanus. Istituto Cimbro/Istituto Culturale Mòcheno, Luserna/Palù del Fersina (TN) 2012. ISBN 978-88-95386-02-7